# Guille
Guille ['giʎe̞], in Argentinien und Uruguay auch ['giʃe̞], ist ein spanischer männlicher Vorname, die Kurzform von Guillermo, der spanischen Form von Wilhelm.
Der Name kommt auch als Familienname vor.

## Namensträger

### Vorname/Spitzname
- Guille Franco (* 1976), mexikanisch-argentinischer Fußballspieler, siehe Guillermo Franco (Fußballspieler)

### Familienname
- Cédric Guille (* 1978), französischer Kunstturner[1][2]
- Martine Guille, Akademische Direktorin, Universität Würzburg, Neuphilologisches Institut - Romanistik[3]
- Richard Guille, Filmschaffender und Schauspieler[4]

### Kunstfigur
- Guille (Comicfigur), der kleine Bruder von Mafalda, einer argentinischen Comicfigur

## Sonstiges
- Guillé, Ort in der burkinischen Provinz Boulkiemdé